# Curimatidae
Los Curimatidae son una familia de peces de río incluida en el orden Characiformes, distribuidos por ríos de América del Sur y de la parte sur de América Central, extendiéndose desde Costa Rica hasta Argentina.

## Morfología
Longitud máxima descrita de 45 cm; poseen un gran órgano epibranquial muscular con forma de saco, que se extiende desde el dorso a la parte media de los arcos branquiales; tienen reducida o perdida una parte de los dientes en los adultos, lo que los distingue de otros peces del orden.

## Hábitat e importancia
Alimentación generalmente detritívora, comiendo materia orgánica flotante en descomposición, microdetritos y algas filamentosas. Aunque algunas especies como Psectrogaster essequibensis pueden cambiar sus patrones de dieta en función a la carga sedimentaria de las aguas que habite, mostrando un régimen principalmente alguivoro en aguas con alta carga sedimentaria, hasta un régimen zooplanctivoro o detritívoro en aguas con baja carga sedimentaria.
Muchas especies viajan en grandes bancos, que a menudo constituyen una parte importante de la biomasa de los ríos que habitan, por cuya abundancia es importante su pesca como fuente de alimentación.

## Géneros y especies
Existen 99 especies agrupadas en 8 géneros:
- Género Curimata (Bosc, 1817):

Con 13 especies.
- Género Curimatella (Eigenmann y Eigenmann, 1889):

Con 5 especies.
- Género Curimatopsis (Steindachner, 1876):

Con 5 especies.
- Género Cyphocharax (Fowler, 1906):

Con 35 especies.
- Género Potamorhina (Cope, 1878):

Con 5 especies.
- Género Psectrogaster (Eigenmann y Eigenmann, 1889):

Con 8 especies.
- Género Pseudocurimata (Fernández-Yépez, 1948):

Con 6 especies.
- Género Steindachnerina (Fowler, 1906):

Con 22 especies.